# XChat
XChat ist ein freier, grafischer IRC-Client für Linux, Unix-Derivate und Windows. Für macOS existiert X-Chat Aqua mit einer eigenen Benutzeroberfläche und der Engine von XChat.
XChat verfügt über eine dem IRC-Client AmIRC für den Amiga nachempfundene GTK2-Oberfläche, Plug-in-Support sowie Anpassungsmöglichkeiten (Programmbibliotheken und Skripte) mit Hilfe von C/C++, Lisp, Perl, Python, Ruby, Tcl, xcdscript (JavaScript).
Der Autor Peter Zelezny verkauft die Windows-Version ab Version 2.4.0 aufgrund des Aufwandes der Windows-Portierung nur noch als Shareware, veröffentlicht aber gleichzeitig den Quelltext unter der GPL. Dieser enthält allerdings einen gegenüber der Shareware-Version verringerten bzw. eingeschränkten Funktionsumfang und wird seltener aktualisiert. Trotzdem sind daraus immer wieder diverse inoffizielle kostenlose Versionen für Windows entstanden. Für macOS steht das externe Derivat X-Chat Aqua zur Verfügung, das aber seit 2006 nicht mehr weiter entwickelt wird.
Seit 2010 ist keine Aktualisierung mehr für das Programm veröffentlicht worden, jedoch wurde auch nie eine Einstellung des Projektes verkündet. So wurde X-Chat, auf Basis des veröffentlichten Quellcodes, von unabhängigen freien Entwicklern weiterentwickelt.
Hieraus sind die Projekte HexChat und Silverex entstanden.
Das Projekt Silverex ist vom Entwickler eingestellt worden.